# Oucha (Biélorussie)
La rivière Oucha (en biélorusse et en russe : Уша) est un cours d'eau de Biélorussie et un affluent gauche de la Viliia, dans le bassin hydrographique du Niémen.

## Géographie
L'Oucha arrose la voblast de Minsk. Elle est longue de 75 km et draine un bassin de 780 km2. À son point de confluence avec la Viliia, le débit moyen est de 6 m3/s. Sa pente moyenne est de 2,2 %. Le cours de l'Oucha se dirige d'abord vers le nord puis vers le nord-ouest. Elle arrose la ville de Maladetchna.

## Affluents
Ses principaux affluents sont :
- Tsna (Цна), à droite ;
- Hadzeïa (Гадзея), à gauche.